# Carlo Felice Trossi
| Carlo Felice Trossi                    | Carlo Felice Trossi          |
| -------------------------------------- | ---------------------------- |
| Carlo Felice Trossi na Montreuxu 1934. |                              |
| Državljanstvo                          | talijansko                   |
| Europsko automobilističko prvenstvo    |                              |
| Sezone                                 | 1935. − 1938.                |
| Momčadi                                | Ferrari, Torino, Maserati    |
| Utrke                                  | 7                            |
| Prvenstva                              | 0                            |
| Pobjede                                | 0                            |
| Podiji                                 | 0                            |
| Prvo startno mjesto                    | 0                            |
| Najbrži krugovi                        | 0                            |
| Prva utrka                             | Velika nagrada Monaka 1935.  |
| Prva pobjeda                           | -                            |
| Posljednja pobjeda                     | -                            |
| Posljednja utrka                       | Velika nagrada Italije 1938. |

Carlo Felice Trossi (Biella, Pijemont, Kraljevina Italija, 27. travnja 1908. - Milano, Lombardija, Italija, 9. svibnja 1949.) je bio talijanski vozač automobilističkih utrka.
Prvi veći uspjeh ostvario je na utrci Mille Miglia 1932. u bolidu Alfa Romeo 8C-2300 Spider Zagato, kada je sa suvozačem Antoniom Briviom osvojio drugo mjesto. Godine 1933. pobjeđuje na utrci Targa Abruzzi, a sljedeće 1934. osvaja treće mjesto na Velikoj nagradi Italije sa suvozačem Gianfrancom Comottijem. Od 1935. do 1938. se natjecao u Europskom automobilističkom prvenstvu, no bez većih uspjeha. Najbolji rezultat ostvario je na Velikoj nagradi Italije 1936. na Monzi, kada je u bolidu Maserati V8RI osvojio sedmo mjesto.
Od 1946. do 1948. nastupao je na neprvenstvenim utrkama Formule 1 u bolidu Alfa Romeo 158. Na Velikoj nagradi Nacija osvojio je drugo mjesto iza momčadskog kolege Nina Farine, a iste godine na stazi Milano pobjeđuje ispred momčadskih kolega Achillea Varzija i Consalva Sanesija.. Sljedeće 1947., nakon dva treća mjesta na Velikoj nagradi Švicarske i Velikoj nagradi Belgije, ostvaruje pobjedu na Velikoj nagradi Italije. Godine 1948. pobjeđuje na Velikoj nagradi Švicarske ispred Jean-Pierra Wimillea, a na Velikoj nagradi Monze iste godine osvaja drugo mjesto. Utrka u Monzi bila je posljednja za Trossija, koji je prekinuo utrkivanje zbog tumora na mozgu, od kojeg je preminuo sljedeće 1949.

## Vanjske poveznice
- Carlo Felice Trossi - Driver Database
- Carlo Felice Trossi - Racing Sports Cars
- Carlo Felice Trossi - Stats F1